# Darabuc
Seudónimo del escritor español Gonzalo García Rodríguez (1972-), especializado en literatura infantil y traductor, en ocasiones bajo otros seudónimos, de obras literarias y de ensayo histórico (de autores como W. H. Auden, Jonathan Culler, Paul Krugman, Joschka Fischer, Noam Chomsky, James Carroll,  Zahi Hawass, Eric Hobsbawm, Barry Kemp, David McKee, Tony Ross o Thomas Brezina). 
Como obra literaria propia ha publicado La vieja Iguazú (Premio Luna de Aire de poesía para niños 2004), un retrato tierno, a la vez realista y humorístico, de la vejez a las puertas de la muerte. En 2009 obtuvo un accésit en ese mismo certamen con su Libro de las mandangas, de humor absurdo. En este mismo género de la poesía infantil ha publicado también Libro de Brun (2011). Figura en las antologías 44 poemas para leer con niños (Litera Libros) y Dos orillas y un océano: 25 autores iberoamericanos de poesía para niños y jóvenes (Fundación Cuatrogatos y Universidad de Castilla-La Mancha). 
En el género del cuento infantil, ha publicado adaptaciones libres de cuentos de la tradición oral popular, en formato de álbum ilustrado, tales como Ojobrusco (sobre la figura del cíclope), Sopa de nada (sobre la tradición narrativa popular de la "sopa de piedras"), ¿Tres han de ser? (sobre "Los tres maridos") o A partes iguales (derivado de un cuento popular español), así como La bruja Horripilarda, que versa sobre la presión del canon estético imperante y la necesidad de saber reírse de uno mismo, y La pequeña inuk, álbum divulgativo sobre la cultura inuit, ilustrado por Dàlia Adillon.
- Sitio web del autor

- Datos: Q948661